# Tomas Arana
Thomas Clifford 'Tomas' Arana (Auburn (Californië), 3 april 1955) is een Amerikaans acteur.

## Biografie
Arana werd geboren in Auburn (Californië) en groeide op in San Francisco. Hij studeerde klassieke theaterwetenschap aan het American Conservatory Theater en aan de City College of San Francesco in San Francisco. Na zijn studie verhuisde hij naar New York, waar hij begon als acteur in de plaatselijke theaters. Rondtrekkend als rugzaktoerist door Europa kwam hij uiteindelijk terecht in Napels, waar hij zich vestigde. Hier leerde hij vloeiend Italiaans spreken.
Arana heeft drie zonen.

## Filmografie

### Films
Selectie:
- 2024 - Limonov: The Ballad of Eddie - als Stephen
- 2014 - The Possession of Michael King – als Augustine
- 2014 - Guardians of the Galaxy - als Kree ambassadeur
- 2013 - Romeo & Juliet – als Lord Montague
- 2012 - The Dark Knight Rises – als advocaat van Wayne
- 2011 - Limitless – als man in bruine jas
- 2011 - The Roommate – als Jeff Evans
- 2008 - Defiance – als Ben Zion Gulkowitz
- 2004 - The Bourne Supremacy – als Martin Marshall
- 2002 - Derailed – als Mason Cole
- 2001 - Pearl Harbor – als Frank J. Fletcher
- 2000 - Gladiator – als Quintus
- 1997 - Bella Mafia – rol onbekend
- 1997 - L.A. Confidential – als Breuning
- 1996 - First Kid – als Harold
- 1993 - Tombstone – als Frank Stillwell
- 1992 - The Bodyguard – als Portman
- 1990 - The Hunt for Red October – als Loginov (kok of Red October)
- 1989 - Intimo – als Portiere
- 1989 - La chiesa – als Evan
- 1988 - The Last Temptation of Christ – als Lazarus
- 1987 - Io e mia sorella – als Gabor
- 1981 - La pelle – als Amerikaans soldaat

### Televisieseries
Uitgezonderd eenmalige gastrollen.
- 2019 - 2020 The New Pope - als Tomas Altbruck - 6 afl.
- 2014 Intelligence - als DNI Adam Weatherly - 10 afl.
- 2013 Project: SERA – als Corvallis – 4 afl.
- 2008-2009 tutti pazzi per amore – als Riccardo Balestrieri – 12 afl.
- 2005 24 – als Dave Conion – 2 afl.
- 2003-2004 Spooks – als Herman Joyce – 2 afl.

- Bibsys: 9024407
- Biblioteca Nacional de España: XX1607058
- Bibliothèque nationale de France: cb14150450k (data)
- Gemeinsame Normdatei: 106162689X
- International Standard Name Identifier: 0000 0003 7194 3287
- Library of Congress Control Number: no2009165255
- Nationale Bibliotheek van Tsjechië: xx0059800
- Nationale Bibliotheek van Polen: a0000001603684
- Istituto Centrale per il Catalogo Unico: RAVV349613
- SNAC: w6rc9fdm
- Virtual International Authority File: 101523296
- WorldCat: E39PBJpDHj99DkW6Bk47FhPPcP